# Плотава (Алейський район)
Плота́ва (рос. Плотава) — село у складі Алейського району Алтайського краю, Росія. Адміністративний центр та єдиний населений пункт Плотавської сільської ради.

## Населення
Населення — 509 осіб (2010; 598 у 2002).
Національний склад (станом на 2002 рік):
- росіяни — 95 %